# Schloss Topper
Schloss Topper (polnisch Zamek w Toporówie) befindet sich im heute polnischen Toporow im historischen Ostbrandenburg. Das heute am Westufer des Dorfteichs bestehende Schloss ist nach Verkauf des Guts durch den letzten Knobelsdorff, also nach 1817, entstanden.
Bis 1482 gehörte Topper zusammen mit dem Crossener Land zum Herzogtum Glogau unter der Krone Böhmens. Die Pleiske und das Lagower Fließ waren historische Grenzen zwischen dem Sternberger Land und dem Crossener Land. Nach 1482 war die Region Pfandbesitz der Hohenzollern.
Das Dorf Topper war über Jahrhunderte in einen westlichen und einen östlichen Besitz, getrennt durch die Senke „Langer Grund“. Ein Vertrag von 1555 gibt den Grenzverlauf zwischen beiden Dorfhälften an, so wie er bis ins 19. Jahrhundert bleiben sollte: „von Niedewitz nach Topper und weiter der alte Weg nach dem Wald nach Topper nach Spiegelberg bis an die Brücke [über das Lagower Fließ]“. Der südliche Teil entspricht der heute unverändert gebliebenen Straße auf der Höhe im Westen entlang der Senke „langer Grund“, der nördliche Teil verlief von hier hinab ins Bruch.
Die früheste Urkunde, die auf das Dorf verweist, stammt von 1474 und betrifft den Verkauf zweier Hälften des Dorfes. Der größere Westteil war bis 1474 im Besitz der von Schlichting, dann in Besitz des Herrenmeisters des Johanniterordens, Caspar von Güntersberg. Von 1499 bis 1557 waren die von Löben Besitzer des Westteils. Im Jahr 1557 verkaufte Georg von Löben junior den Westteil an Hans von Zabeltitz aus dem Hause Terbnitz, der Statthalter des Markgrafen Johann von Küstrin war. Sein Sohn Christoph von Zabeltitz kaufte 1575 auch die Meißelburger Mühle an der Pleiske.
Ab 1580 war der Westteil allerdings ein Lehen des Herrenmeisters des Johanniterordens Balthasar Römer und diente als Tafelgut. Christoph von Zabeltitz erhielt als Ausgleich den kleineren Ostteil, der bis dahin von der Komturei Lagow direkt genutzt worden war. Jedoch verkaufte Römer 1585 auch den Westteil an Christoph von Zabeltitz, so dass die Dorfteile, jedoch nur für einige Jahrzehnte, vereint waren. Nach dem Tod des Christoph von Zabeltitz erbten dessen Sohn Christoph von Zabeltitz jr. den Westteil und Caspar von Zabeltitz den Ostteil. Die Nachkommen von Caspar von Zabeltitz, der 1655 starb, blieben bis 1866 Besitzer des Ostteils von Topper und nannten sich „Zobeltitz“. Christoph von Zabeltitz jr. verkaufte 1625 den Besitz an Siegmund von Knobelsdorff.
Mit dem Übergang des Guts von den von Knobelsdorff in bürgerlichen Besitz Carl Rissmanns 1817 wurde der Gutshof westlich des Herrenhauses zu einem rechteckigen Hof mit Ställen, Scheunen, Speicher, Schmiede, Stellmacherei und Brennerei ausgebaut. Das vormalige Herrenhaus diente als Oberförsterei. Im Jahr 1862 verkaufte Rissmann den Besitz an ein Maklerkonsortium.
Edwin von Manteuffel kaufte 1874 Topper II (vormals Knobelsdorff und Rissmann) und 1880 auch Topper I (vormals Zobelitz). Der östlich des Dorfteichs gelegene Hof der Zobelitz wurde für die Oberförsterei, das Forstbüro und den Kindergarten genutzt. Nach Manteuffels Tod wurde das Gut 1893 von Robert Müller ersteigert. Dieser hatte eine finanzielle Entschädigung für seine der Aufrüstung unter Reichskanzler Caprivi für Kasernen benötigten Flächen bei Nedlitz erhalten.
Ab 1915 war Adoptivsohn Martin Lutze Besitzer und kümmerte sich nach der Genesung von seiner Kriegsverwundung um den Bau neuer Häuser für die Beschäftigten und führte das Gut geschickt durch die Zeit der Inflation. Durch weitere Entschädigungszahlungen konnte Gut Topper umfassend erneuert werden, u. a. mit Ausbaggerung des Karpfenteichs in Topper Sorge (Klodnica), Einführung der Dampfpflugkultur und  Erneuerung der Brennerei.
Am 30. Januar 1945 flüchteten die Besitzerfamilie und der Großteil der Beschäftigten. Die verbliebenen oder zurückgekehrten Deutschen wurden am 24. Juni 1945 aus dem Ort ausgewiesen.
Unter polnischer Herrschaft wurde das Schloss von 1947 bis 1955 von einer Genossenschaft genutzt, danach bis 1960 als Schule. Ab 1988 wurde das Schloss als landwirtschaftliches Institut und im Rahmen einer Fernuniversität genutzt. Vorlesungen fanden im Saal im südlichen Anbau statt. Chemie, Biochemie und Physik wurden in einem einstöckigen Neubau in der Nordwestecke des Parks unterrichtet. Weiterhin wurden die Nutzflächen der Güter Topper, Niedewitz, Grunewald, Spiegelberg, Grunow und Lagow vom Verwaltungsgebäude auf dem Gutshof aus zentral bewirtschaftet.